# Josep Trueta
 (février 2017).
Le contenu est difficilement compréhensible vu les erreurs de traduction, qui sont peut-être dues à l'utilisation d'un logiciel de traduction automatique.

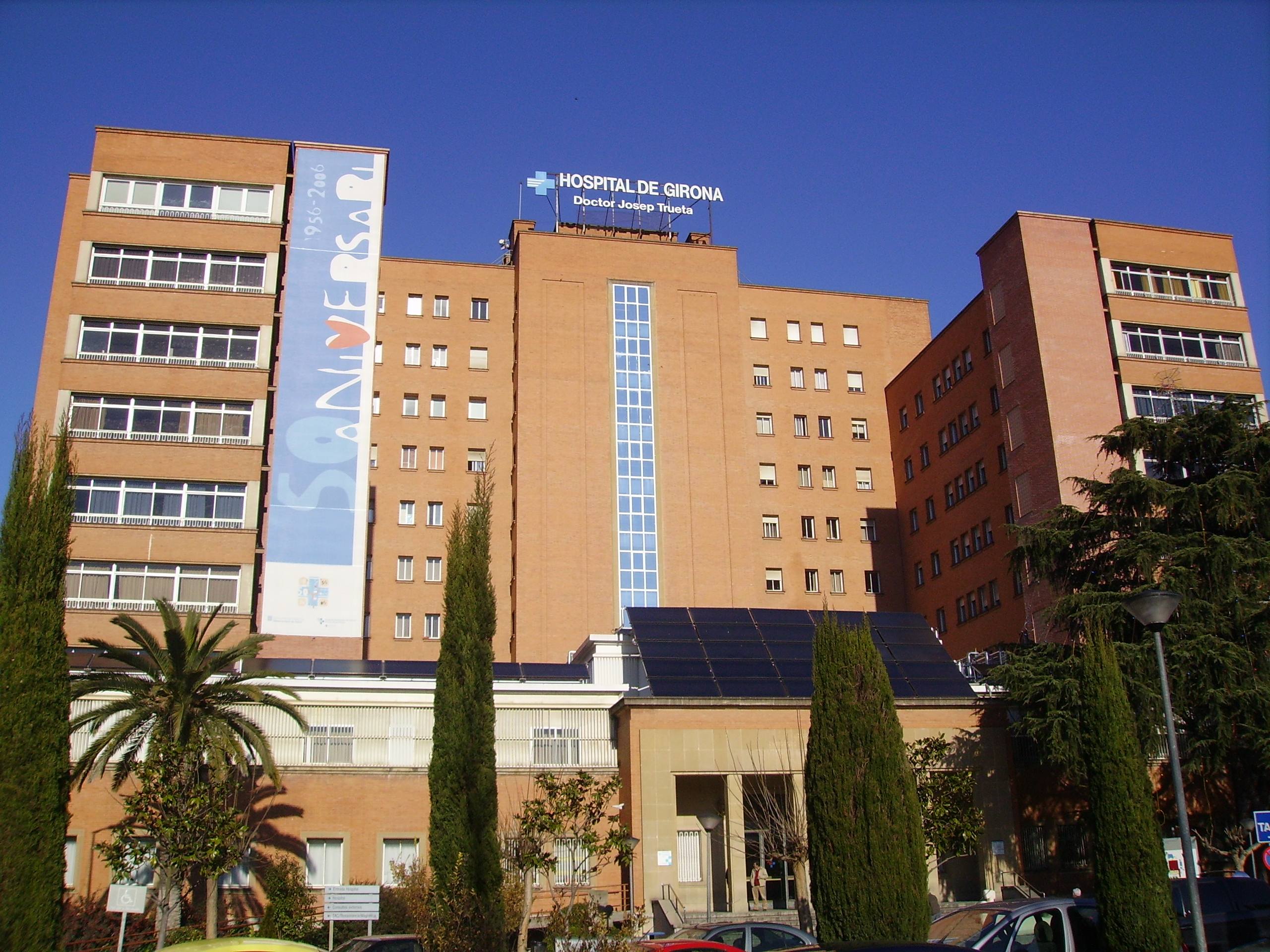
Image de l'Hôpital universitaire de Gérone Docteur Josep Trueta, nommé en l'honneur de Josep Trueta

Josep Trueta i Raspall (Barcelone, 27 octobre 1897 - Barcelone, 19 janvier 1977) est un chirurgien espagnol. Pendant la guerre civile espagnole, il développa un procédé de traitement des fractures ouvertes. Il fut professeur d'orthopédie à l'université d'Oxford et membre du Conseil national catalan (1940).

## Biographie

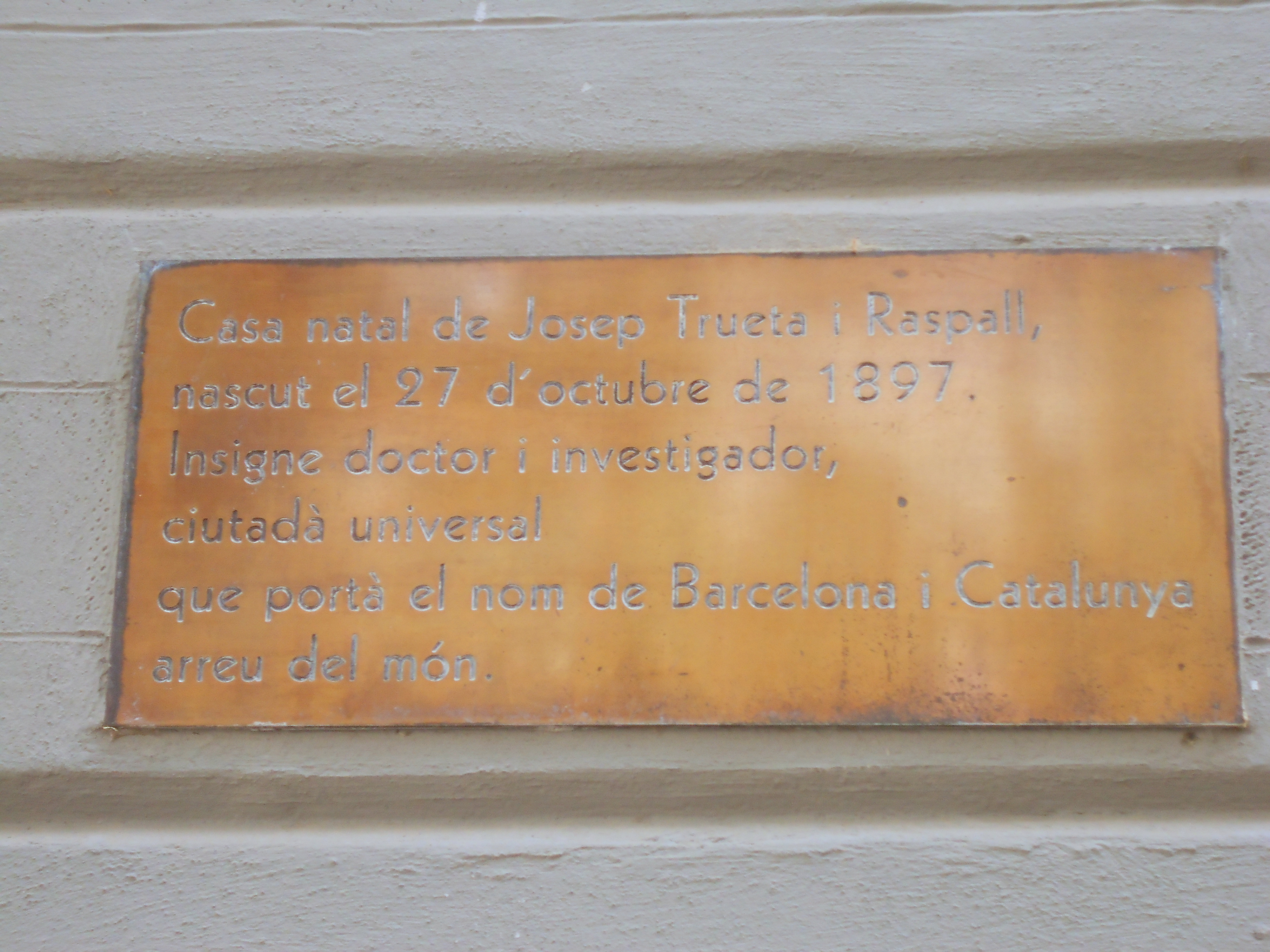
Plaque à la maison natale de Josep Trueta

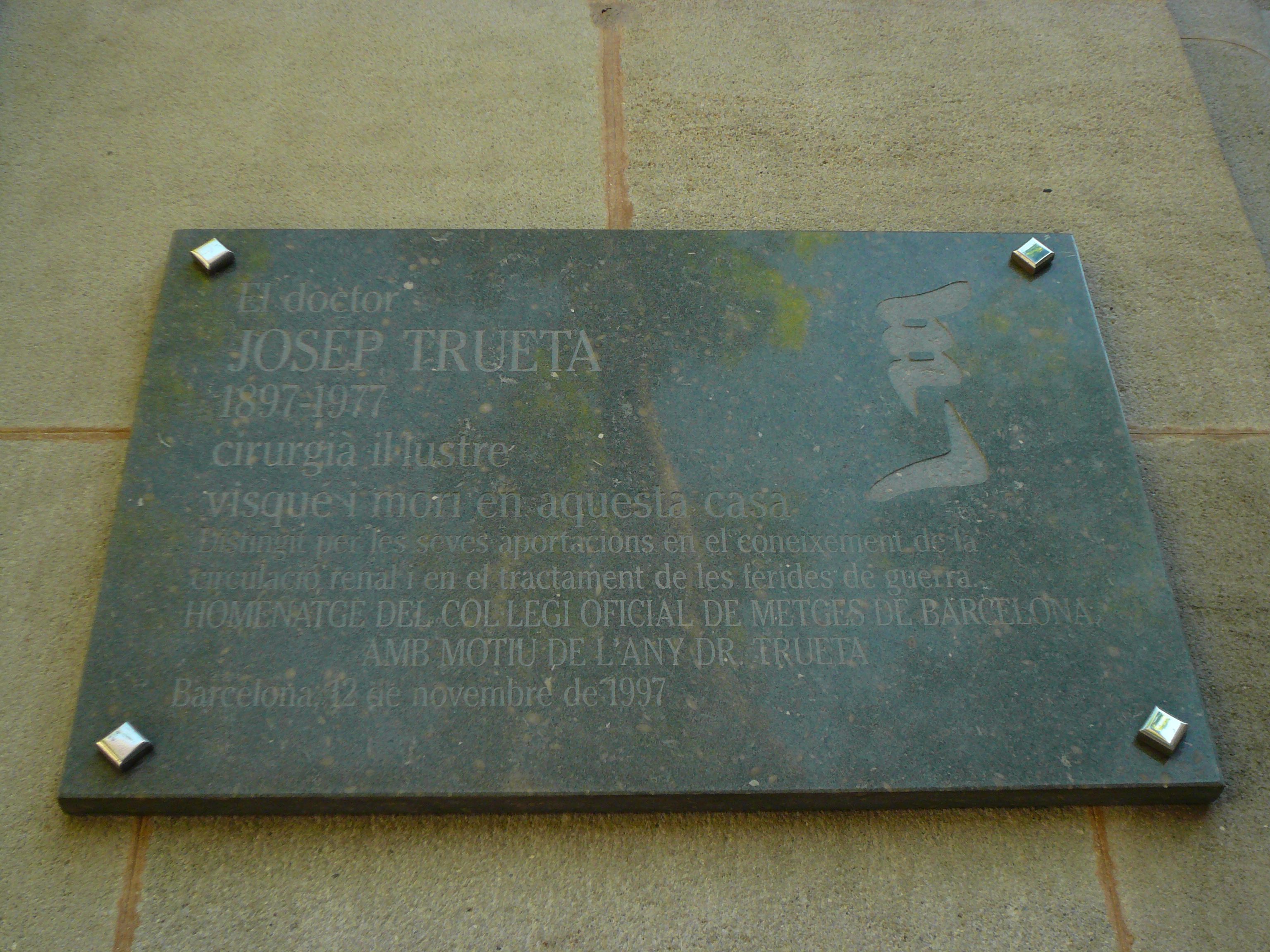
Plaque à la maison où vécut et mourut Josep Trueta, à la Rambla de Catalunya

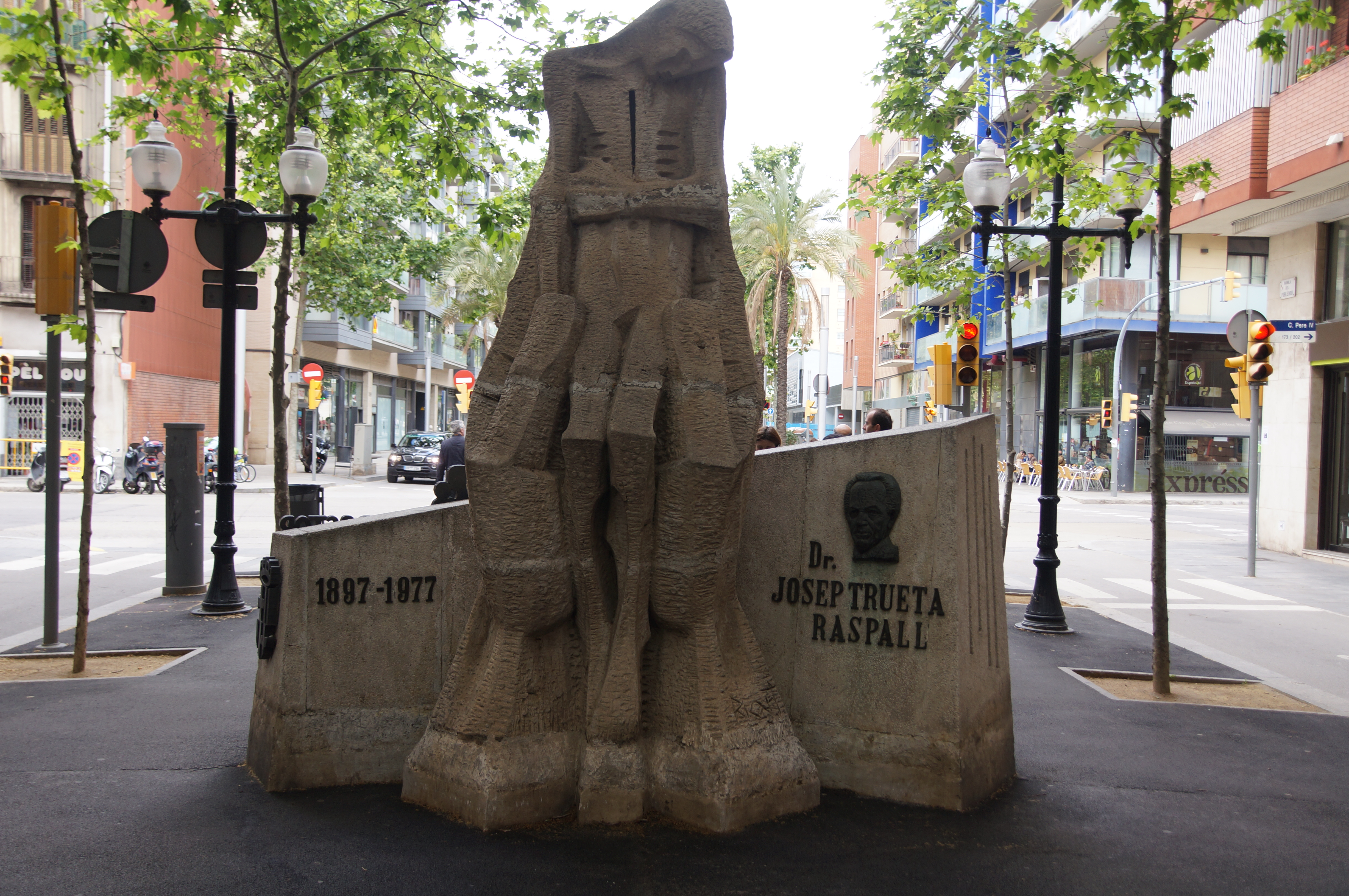
Monument au docteur Josep Trueta, à la Rambla del Poblenou

Josep Trueta i Raspall nait le 27 octobre 1897 au Poblenou de Barcelone. Malgré l'intérêt pour le dessin et la peinture, il étudia médecine à l'université de Barcelone. En 1921 il passe sa maîtrise et il alla à Madrid afin de faire le doctorat. Trueta s'inscrivit en analyse chimique, histoire de la médecine, urologie et parasitologie. L'an suivant, il entra dans l'équipe du grand chirurgien docteur Manuel Corachan à l'hôpital de la Santa Creu i Sant Pau. Se spécialisa en chirurgie des extrémités. En 1923 il se maria avec Amèlia Llacuna, avec laquelle aurait trois filles et un fils (qui meurt jeune). 
Comme chef de service de l'hôpital général, Trueta mit en pratique pendant la guerre civile espagnole la méthode de traitement des blessures et des fractures de guerre, à partir de la méthode définie par le Nord-Américain H. Winnett Orr (en). Trueta est témoin des ravages causés chez la population civile à cause des bombardements.
Catalaniste convaincu, il s'exila à finales de janvier de 1939 à la suite de l'occupation franquiste de Catalogne. L'Angleterre l'accueille, où il aidera préparer les services d'urgence pour l'imminente Seconde Guerre mondiale. 
En plus, il fut membre du Conseil national catalan de Londres, qui rassembla des nationalistes exilés qui s'efforçaient pour la reconnaissance des droits des catalans face aux Alliés. Il écrivit afin d'informer les Anglais sur l'histoire des Catalans, The Spirit of Catalonia, livre traduit et édité avec succès après en catalan (au Mexique d'abord et, quand on a pu, aussi en Catalogne). Il maintint des contacts d'amitié avec le violoncelliste Pau Casals et Josep Maria Batista i Roca.
Il joua son rôle principal dans la première activité de la Société catalane de biologie de l'après-guerre, en 1954. Dans la réunion, qui était clandestine, y fit une conférence sur la poliomyélite. La séance fut célébrée chez Josep Puig i Cadafalch et dirigée par  Leandre Cervera, président de la société en ces moments. 
Une fois retraité de la chaire d'orthopédie de l'université d'Oxford, où il avait converti la Wingfield Hospital au Nuffield Orthopaedic Centre (en), un des plus prestigieux centres de recherche osseuse du monde. Il est revenu avec sa femme en Catalogne en 1966, et il habitait à Barcelone et à Santa Cristina d'Aro. En 1969, il fut reconnu avec le prix Virgili de la Société de chirurgie de Barcelone. En 1970, Trueta devient académicien honoraire de l'Académie royale de médecine de Barcelone et en novembre 1976 fut reçu docteur honoris causa de l'université autonome de Barcelone. Il a été président de la Société catalane de biologie, société filiale de l'Institut d'Estudis Catalans de 1971 à 1973. Il mourut à Barcelone au début de 1977, année en laquelle la Fundation Jaume I lui octroya le premier prix d'honneur Jaume I. Il est enterré, à côté de sa femme Amèlia Llacuna, à Santa Cristina d'Aro. 
Une fondation humanitaire et l'hôpital universitaire de Gérone portent son nom.